# Mardivírus
Mardivirus é um gênero de vírus da ordem Herpesvirales, da família Herpesviridae, da subfamília Alphaherpesvirinae . Galinhas, perus e codornas são seus hospedeiros naturais. Existem seis espécies neste gênero. As doenças associadas a este gênero incluem: doença de Marek, que causa paralisia assimétrica de um ou mais membros, sintomas neurológicos e desenvolvimento de múltiplos linfomas que se manifestam como tumores sólidos.   Gallid herpesvirus tipo 2 (também conhecido como vírus da doença de Marek ) é o único desses vírus conhecido por ser patogênico e devido à semelhança antigênica entre os três vírus os outros dois têm sido usados para vacinar contra a doença de Marek. Esses vírus têm genomas de DNA de fita dupla sem intermediários de RNA.  

## Espécies
O gênero é composto pelas seguintes seis espécies:
- Alfaherpesvírus Anatídeo 1
- Alfaherpesvírus Columbid 1
- Gallid alphaherpesvirus 2
- Gallid alphaherpesvirus 3
- Meleagrid alphaherpesvirus 1
- Alfaherpesvírus esfeniscid 1

## Estrutura
Os vírus em Mardivirus são envelopados, com geometrias icosaédricas, esféricas a pleomórficas e redondas, e simetria T=16. O diâmetro é de cerca de 120-200 nm. Os genomas são lineares e não segmentados com cerca de 175 quilobases de comprimento. 
| Gênero     | Estrutura            | Simetria | Capsídeo | Arranjo genômico | Segmentação genômica |
| ---------- | -------------------- | -------- | -------- | ---------------- | -------------------- |
| Mardivírus | Pleomórfico esférico | T=16     | Envelope | Linear           | Monopartido          |

## Ciclo da vida
A replicação viral é nuclear e é lisogênica. A entrada na célula hospedeira é conseguida pela ligação das proteínas virais gB, gC, gD e gH aos receptores do hospedeiro, que medeiam a endocitose. A replicação segue o modelo de replicação bidirecional dsDNA. A transcrição modelada por DNA, com algum mecanismo de splicing alternativo, é o método de transcrição, o vírus sai da célula hospedeira por egresso nuclear e brotamento. Galinhas, perus e codornas servem como hospedeiros naturais. 
| Gênero     | Detalhes do anfitrião    | Tropismo tecidual | Detalhes da entrada            | Detalhes da versão | Site de replicação | Local de montagem | Transmissão |
| ---------- | ------------------------ | ----------------- | ------------------------------ | ------------------ | ------------------ | ----------------- | ----------- |
| Mardivírus | Galinhas; perus; Codorna | Nenhum            | Endocitose do receptor celular | Brotando           | Núcleo             | Núcleo            | Aerossol    |

## Replicação
Os estágios de replicação são semelhantes a outros vírus em Alphaherpesvirinae, mas existem algumas diferenças. Depois que o vírus entra na célula, os nucleocapsídeos seguem para um poro nuclear, onde o genoma do vírus é liberado e translocado para o núcleo. O genoma do vírus se replica e é empacotado dentro do núcleo, este novo nucleocapsídeo então brota da membrana nuclear interna e assim ganha seu envelope primário. O nucleocapsídeo está agora no espaço perinuclear no retículo endoplasmático, daqui o nucleocapsídeo brota da membrana nuclear externa e por um mecanismo desconhecido perde seu envelope primário deixando o nucleocapsídeo nu no citoplasma. Os nucleocapsídeos, ao final, recebem seus envelopes secundários brotando em vesículas citoplasmáticas dentro da célula.  